# Bewitched (chilská hudební skupina)
Bewitched (v českém překladu z angličtiny očarovaný) byla chilská doom/black metalová kapela založená pod názvem Bewitchment v prosinci roku 1990 ve městě Santiago de Chile hudebníky s pseudonymy Doomicus Stardust (vokály, bicí, klávesy) a Arahn Evil (kytara). 
V roce 1991 změnila název Bewitched, který je podle skladby švédské doom metalové kapely Candlemass.
Debutové studiové album s názvem Hibernum in Perpetuum vyšlo v roce 1995. Kapela se několikrát rozpadla, naposledy v roce 2016.

## Diskografie
Dema
- Nemesis Rehearsal (1991)
- In God I Trust (Medieval Fears) (1991)
- Nemesis (1992)
- Doomed (1992)
- Last Breath (1994)
- Demo 2004 (2004)
- Demo 2014 (2014)
- Nigrum Foramen (2016)

Studiová alba
- Hibernum in Perpetuum (1995)
- Dragonflight (1997)[1]
- Somewhere Beyond the Mist (2001)
- Selfconfidence (2003)
- Unveiling Zion: The Mother's Return (2005)
- Dragonflight 2007 (2007)
- In Via Increatae Lvx (2015)
- Nemesis and the Revelation of Doom (2016)

EP
- Caravans (2014)

Kompilační alba
- Symphonia Armonie Infernum Revelationum (1997)
- Black Funeral (A Satanic Statement of Hate) (2005)
- The Lucifer's Stardust (2011)